# Peekskill-Randale 1949
Die Peekskill-Randale (englisch Peekskill Riots) waren rassistisch geprägte Unruhen am 27. August und 4. September 1949 in der Nähe von Peekskill, Westchester County im amerikanischen Bundesstaat New York. Sie gingen in die US-Geschichte ein, weil sie eine bisher nicht dagewesene offene Gewalt rechtsradikaler Menschen gegen vorwiegend dunkelhäutige Linke zeigten. Es war das erste Mal, dass der Begriff „White Supremacist“ in der New York Times auftauchte.

## Das erste Konzert
Auslöser für die Übergriffe auf Schwarze unter anderem durch Mitglieder des Ku Klux Klans war ein geplantes Konzert des Sängers Paul Robeson. Robeson war den Rechten ein Dorn im Auge, weil er mehrere „Übel“ in einer Person vereinte: Er war dunkler Hautfarbe, er war erfolgreich als Schauspieler und Sänger, und er war Gewerkschafter. Robeson trat für ein Ende des Kolonialismus in Afrika, für bessere Beziehungen zur Sowjetunion, für die Rechte Schwarzer und gegen den Ku Klux Klan ein.
Schon Stunden vor dem in Peekskill für den 27. August vom Civil Rights Congress angesetzten Konzert begannen die gewalttätigen Übergriffe. Vorwiegend Einheimische sowie etwa 300 angereiste Rassisten holten ihre Baseball-Schläger heraus und warfen Steine auf die Konzertbesucher. Die örtliche Polizei ließ sich demonstrativ Zeit und griff kaum ein. Als Paul Robeson vom Bahnhof im Auto auf der Konzertwiese ankam, konnte er nicht aussteigen. Die Angreifer schrien „Dirty Commie“ (schmutziger Kommunist) und „Dirty Kikes“ (dreckiger Jude). Eine Robeson darstellende Puppe wurde von den Rechten symbolisch gelyncht, ein Kreuz in Brand gesetzt – ein Zeichen des KKK. Die Gewalt eskalierte ohne polizeiliches Einschreiten, sodass Gewerkschafter die Fans mit einem Ring schützen mussten. Das Konzert wurde abgesagt. Mit Robeson sympathisierende Bewohner Peekskills stellten Nachtwachen auf.

## Das zweite Konzert
Das Konzert mit Robeson, Pete Seeger und anderen wurde eine Woche später, am 4. September 1949, nachgeholt und verlief mit 15.000 Zuschauern friedlich, ähnelte aber einem Kriegsschauplatz. Ein Helikopter kreiste über dem Publikum und leuchtete es mit seinen Suchscheinwerfern aus, während von Kommunisten und kommunistisch dominierten Gewerkschaften eingesetztes 3.000 Mann starkes Wachpersonal die Arena vor dem Zugriff Dritter abschirmte, auch vor der Polizei. Die Polizei wiederum behauptete später, die Veranstaltung vor „antikommunistischen“ Demonstranten geschützt zu haben.
Nach dem Konzert jedoch kam es zu zahlreichen Angriffen auf die Konzertbesucher. Der Mob verletzte über 140 Menschen, vier davon schwer, zerstörte Autos und Busse, während die örtliche Polizei zusah. Der erste schwarze Kampfpilot der US Air Force Eugene Bullard wurde von Beamten zusammengeschlagen. Dieser Vorgang wurde von der Presse auf Film festgehalten, hatte aber keinerlei rechtliche Konsequenzen. Die Szene ist in mehreren Dokumentationen zu sehen, unter anderem in The Tallest Tree in Our Forest und Paul Robeson: Tribute to an Artist.
Die Vorfälle hatten ein großes Presseecho, führten damals aber nicht zu großen Debatten in Washington.